# Boulevard Saint-Michel (Montréal)
Pour les articles homonymes, voir Boulevard Saint-Michel.
Le boulevard Saint-Michel est une voie de Montréal (Québec) située dans les arrondissements Montréal-Nord, Villeray–Saint-Michel–Parc-Extension et Rosemont–La Petite-Patrie.

## Situation et accès
C'est une large artère nord-sud de l'est de l'île de Montréal qui traverse une grande partie de l'île de Montréal. 
Montréal possède aussi une station de métro qui se nomme Saint-Michel.

## Origine du nom
Cette côte a été nommée en l'honneur de l'archange Michel.

## Historique
Cette voie a une origine ancienne. Appelée « Montée Saint-Michel » dès 1707 puis « chemin de Saint-Michel » ou « chemin du Sault », elle constituait le principal axe nord-sud de ce secteur, menant vers le nord au « chemin de la Côte-Saint-Michel » (l'actuel boulevard Crémazie) et au-delà, jusqu'au Sault-au-Récollet.  
Le boulevard, institué officiellement en 1938, a donné son nom à l'ancienne municipalité (et maintenant quartier de Montréal) de Saint-Michel.

## Source
- Ville de Montréal, Les rues de Montréal, Répertoire historique, Montréal, Méridien, 1995, p. 377